# 奥洛龙-圣玛丽区
奥洛龙-圣玛丽区（法語：arrondissement d'Oloron-Sainte-Marie），是法国大西洋比利牛斯省所辖的一个区。总面积2828.2平方公里，总人口71917，人口密度25人/平方公里（2018年）。主要城镇为奥洛龙-圣玛丽。

## 辖区
奥洛龙-圣玛丽区辖有155个市镇。